# Legio VIII Augusta

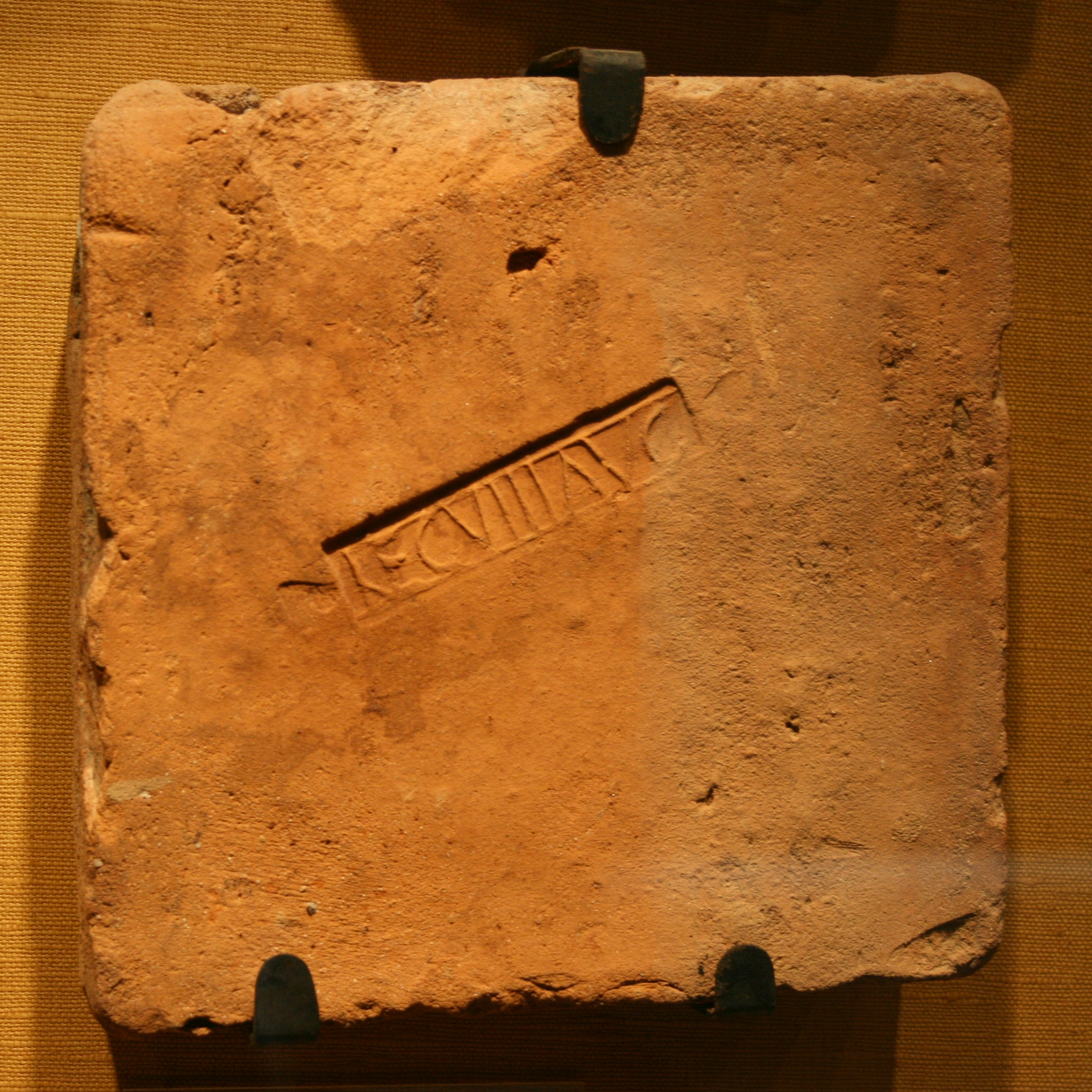
Ziegelstempel der Legion, ausgestellt im Saalburgmuseum Bad Homburg

Die Legio VIII Augusta war ursprünglich eine gallische Legion der römischen Armee, die von Gaius Iulius Caesar aufgestellt wurde und danach mindestens 400 Jahre lang aktiv war. Wie bei fast allen Legionen Caesars war das Legionsemblem ein Stier.

## Geschichte der Legion

### Republik

#### Gallischer Krieg

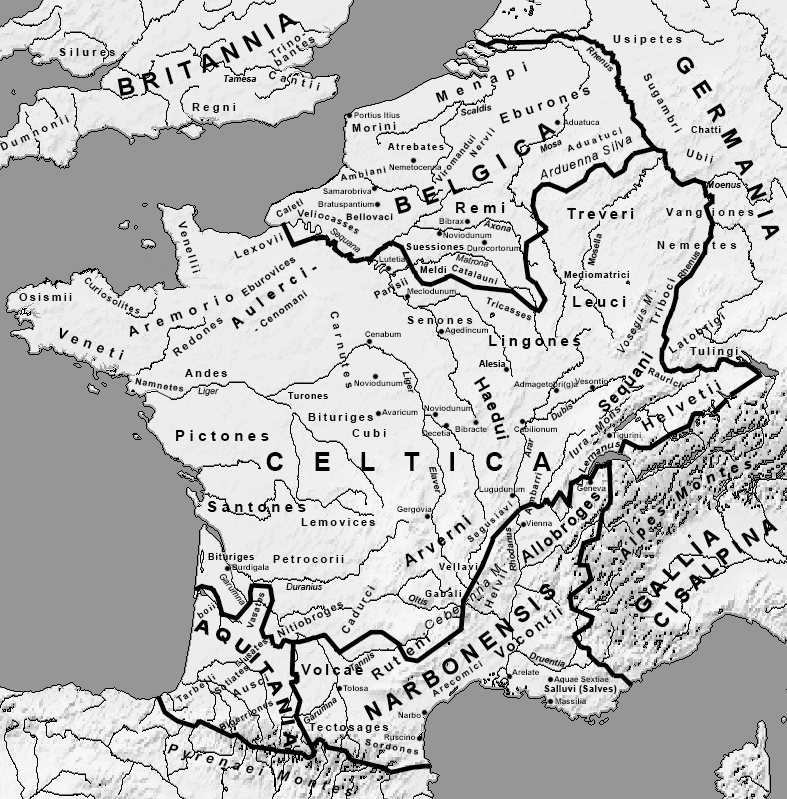
Karte von Gallien zur Zeit Caesars (58 v. Chr.)

Caesar stellte die Legion spätestens im Jahr 59 v. Chr. auf. Von 58 v. Chr. bis 49 v. Chr. kämpfte sie in den Gallischen Kriegen.
In der Schlacht am Fluss Sabis (Selle) im Jahr 57 v. Chr. kämpfte die Legio VIIII Hispana mit der Legio X Fretensis auf dem linken Flügel gegen die Atrebaten, die Legio VIII und Legio XI im Zentrum gegen die Viromanduer und die Legio VII Claudia und Legio XII Fulminata auf dem rechten Flügel gegen die Nervier. Die Legio XIII Gemina und Legio XIIII Gemina bildeten die Nachhut und deckten den Tross. Nach anfänglichen römischen Erfolgen, die Legio VIIII konnte die Atrebaten in die Flucht schlagen, gelang es des Belgern, das römische Lager zu stürmen und den rechten Flügel einzukesseln. Trossknechte und Auxiliartruppen flohen und die herannahenden verbündeten Treverer gaben die Schlacht verloren und kehrten ohne in den Kampf einzugreifen heim. Erst die herbeieilende Nachhut und der einschwenkende linke Flügel konnten die Schlacht noch für Caesar entscheiden.
Anfang 52 v. Chr. war die Legion an der Schlacht um Avaricum beteiligt. Bei der erfolglosen Schlacht von Gergovia im Jahr 52 v. Chr. zeichneten sich Legionäre der LEG VIII aus, indem sie mit ihrem Centurio Lucius Fabius als erste die Mauer erstürmten. Sie wurden jedoch niedergemacht. Auch ein Angriff des Centurios Marcus Petronius auf ein Stadttor scheiterte.
Im Jahr 51 v. Chr. wurde die Legion wieder namentlich genannt, als Caesar mit der VII., VIII., VIIII. und XI. Legion einem Aufstand der Bellovaker, Ambianer, Aulercer, Caleten, Veliocasser und Atrebaten unter der Führung des Correus entgegentrat. Caesar errichtete ein stark befestigtes Lager in Sichtweite des feindlichen Lagers und rief die verbündeten Remer und Lingonen sowie drei weitere Legionen als Verstärkung herbei. Nach einer Entscheidungsschlacht war der Aufstand beendet.

#### Bürgerkriege
49 v. Chr. begleitete sie Caesar bei der Überquerung des Rubikon, dem Beginn des Bürgerkriegs zwischen Caesar und Pompeius, und kämpfte in der Schlachten von Corfinium und Brindisi. Dann war sie einige Zeit in Apulien stationiert. Im Frühjahr 48 v. Chr. erlitt sie in Schlacht von Dyrrhachium Verluste. In der Schlacht von Pharsalos (48 v. Chr.) kämpfte die Legion mit der ebenfalls durch hohe Verluste geschwächten Legio VIIII Hispana unter der gemeinsamen Führung von Marcus Antonius. Dann wurde sie nach Italien verlegt und kurz darauf aufgelöst. Caesar siedelte die Veteranen dieser Legion in Kampanien an. Etliche Veteranen der Legion folgten Caesar nach Ägypten, als er das Land für Kleopatra VII. eroberte, und nahmen 46 v. Chr. an der Schlacht bei Thapsus teil. Im folgenden Jahr erhielten diese Veteranen Land bei Casilinum (Capua).
Nach Caesars Tod (44 v. Chr.) stellte Octavian die Legion unter anderem aus ihren Veteranen wieder her, die ihn in der Folgezeit beim Kampf um die Kontrolle über das Römische Reich unterstützte. 43 v. Chr. kämpfte sie gegen Marcus Antonius in der Schlacht von Mutina (Modena). Für kurze Zeit führte die Legion den Beinamen Mutinensis. Während des Zweiten Triumvirats wurde sie 42 v. Chr. gegen die Caesarmörder Brutus und Cassius in der Schlacht bei Philippi eingesetzt. Dann verlegte Octavian die Legio VII wieder nach Italien und setzte sie im Winter 41/40 v. Chr. im Perusinischen Krieg gegen Marc Antons Bruder Lucius Antonius bei der Belagerung von Perugia ein. Wahrscheinlich nahm die Legion auch an den Kämpfen gegen Sextus Pompeius, der Sizilien besetzt hatte, und schließlich wiederum gegen Marcus Antonius in der Schlacht bei Actium 31 v. Chr. teil.

### Julisch-Claudische Dynastie

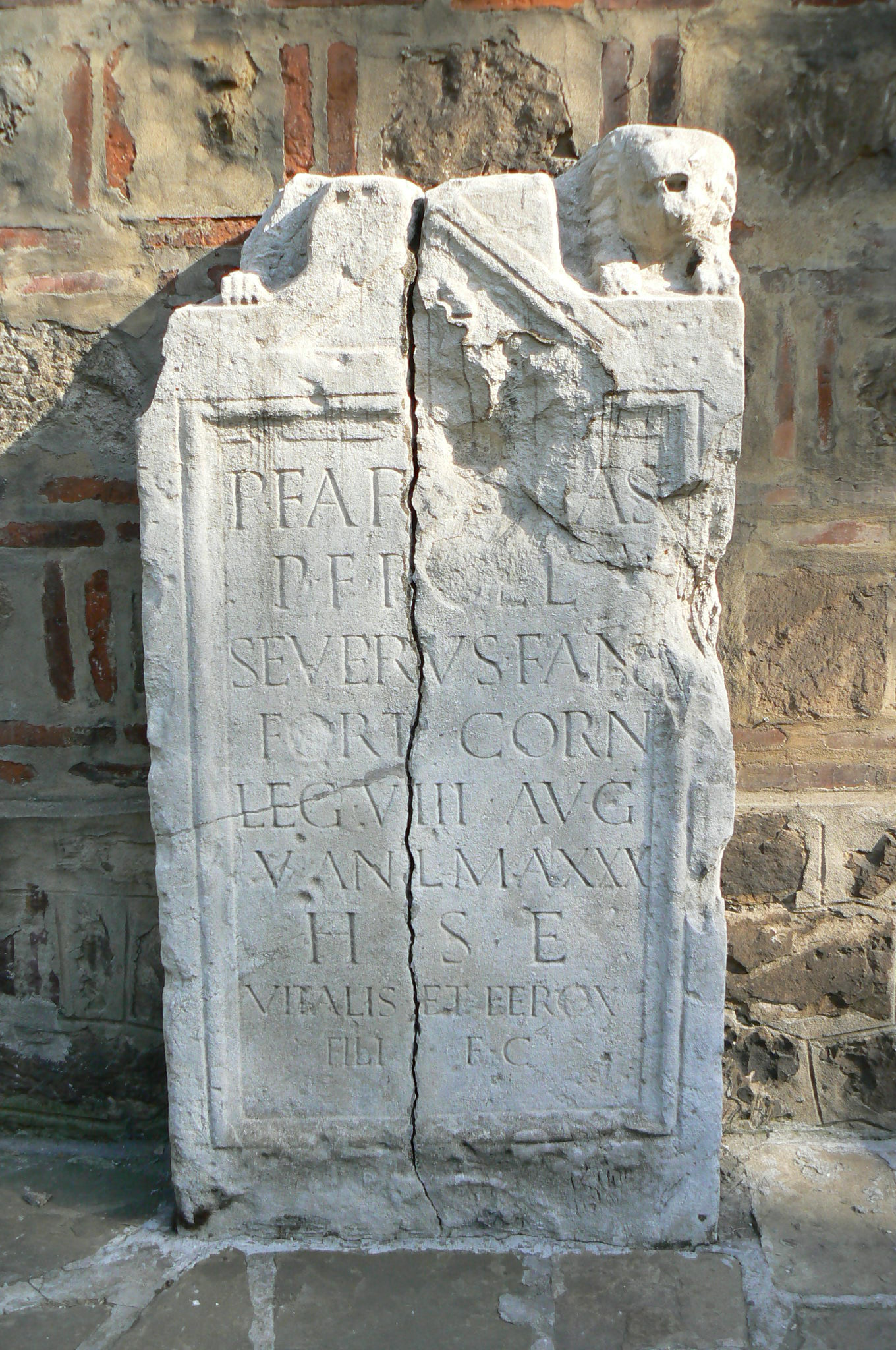
Grabstele des Cornicen (Hornbläser) Publius Farfinias Severus aus claudischer Zeit. Fundort: Novae (Swischtow)

Um 31 v. Chr. wurde die Legion, noch als LEG VIII Gallica, zunächst nach Tunesien verlegt. Ein Detachement wurde vermutlich im Kantabrischen Krieg (29–19 v. Chr.) eingesetzt. Später war die Legion auf dem Balkan, wo sie mit dem Beinamen „Augusta“ genannt wurde. In dieser Zeit wurden Veteranen der LEG VIII Augusta und LEG V Macedonica in Forum Iulii (Fréjus/Frankreich) angesiedelt, welches den Beinamen Colonia Octavanorum Pacensis erhielt. In frühaugustäischer Zeit war die Legion wahrscheinlich in Asia Minor stationiert. Veteranen der Legionen V Macedonica und VIII Augusta wurden um 15 v. Chr. in der Colonia Iulia Augusta Felix Berytus (Beirut) in der römischen Provinz Syria Phoenice angesiedelt, wodurch eine deutliche Romanisierung der Region ausgelöst wurde.
Seit spätestens 9 v. Chr. war die LEG VIII in Poetovio (Ptuj-Pettau/Slowenien) stationiert und überwachte die bedeutende nach Rom führende Bernsteinstraße. Vexillationen sind inschriftlich am Magdalensberg, in Virunum (Zollfeld bei Klagenfurt/Österreich) und Aquileia (Italien) belegt. Tiberius führte 6 n. Chr. mindestens acht Legionen (VIII Augusta und Legio XV Apollinaris aus Pannonia, Legio XX Valeria Victrix aus Illyricum, Legio XXI Rapax aus Raetia, Legio XIII Gemina, Legio XIIII Gemina und Legio XVI Gallica aus Germania superior und eine unbekannte Einheit) von Süden gegen Marbod, den Markomannenkönig, während die Legio I Germanica, Legio V Alaudae, Legio XVII, Legio XVIII und Legio XIX von Norden anmarschierten. Das stellte die Hälfte des gesamten Militärpotentials der Römer zu der Zeit dar. Kurz nach Beginn des Feldzugs im Frühjahr des Jahres 6 brach Tiberius ihn wieder ab, als er die Nachricht vom Pannonischen Aufstand erhielt. Allerdings schloss Tiberius noch einen Freundschaftsvertrag mit Marbod, um sich vollkommen auf die schwere Aufgabe in Pannonien zu konzentrieren an der wahrscheinlich auch die Legio VIII Augusta beteiligt war.
Nach dem Tod Augustus’ kam es im Sommer 14 n. Chr. im gemeinsamen Sommerlager der drei Pannonischen Legionen (Legio VIIII Hispana, Legio XV Apollinaris und Legio VIII Augusta) zu Unruhen. Drusus der Jüngere konnte die Lage aber rasch und ohne größere Komplikationen beruhigen, worauf die Legionen in ihre getrennten Winterlager abrückten. In der römischen Provinz Africa war im Jahr 17 ein Krieg gegen die aufständischen numidischen und mauretanischen Stämme unter Tacfarinas ausgebrochen. Im Jahr 20 wurde die Legio VIIII Hispana unter ihrem Legaten Publius Cornelius Lentulus Scipio und möglicherweise eine Vexillation der Legio VIII Augusta zur Verstärkung der Legio III Augusta nach Africa gesandt. Die Rebellion konnte erst im Jahr 24 vom Prokonsul (Statthalter) Quintus Iunius Blaesus beendet werden.

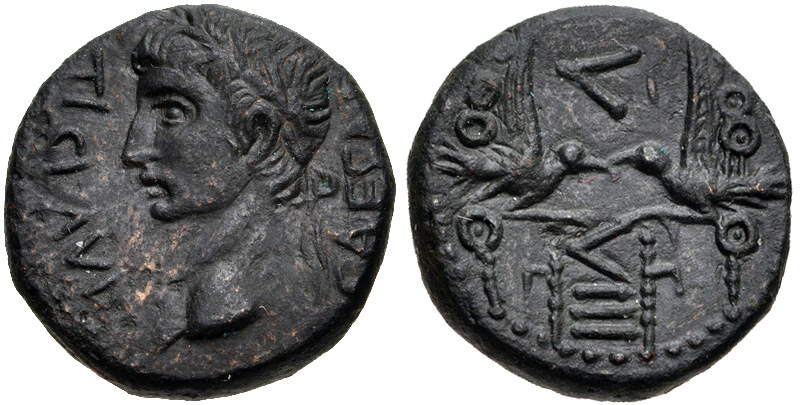
As des Claudius zu Ehren der Legio V Alaudae und Legio VIII Augusta

In der Forschung wurde teilweise angenommen, die Legio VIII Augusta habe im Jahr 43 n. Chr. unter Aulus Plautius an der Invasion Britanniens teilgenommen. Völlig ausschließen lässt sich das nicht; die Annahme gilt jedoch allgemein eher als unwahrscheinlich.
Vermutlich 44 n. Chr. wurde die LEG VIII in Poetovio durch die Legio XIII Gemina abgelöst und nach Novae in Moesia (Stalken bei Swischtow/Bulgarien) verlegt. Zwischen 45 und 49 n. Chr. waren Legionäre der LEG VIII Augusta am Krieg gegen Mithridates II., den König des Bosporanischen Reichs auf der Krim beteiligt und nahmen im Jahr 46 vermutlich an der Eroberung Thrakiens teil. Von Nero (54–68) erhielt die Legion nach Kämpfen gegen Sarmaten und Daker den Beinamen bis Augusta (die zweifach Erhabene), den sie nach dessen Tod aber wieder ablegte.

### Flavische Dynastie

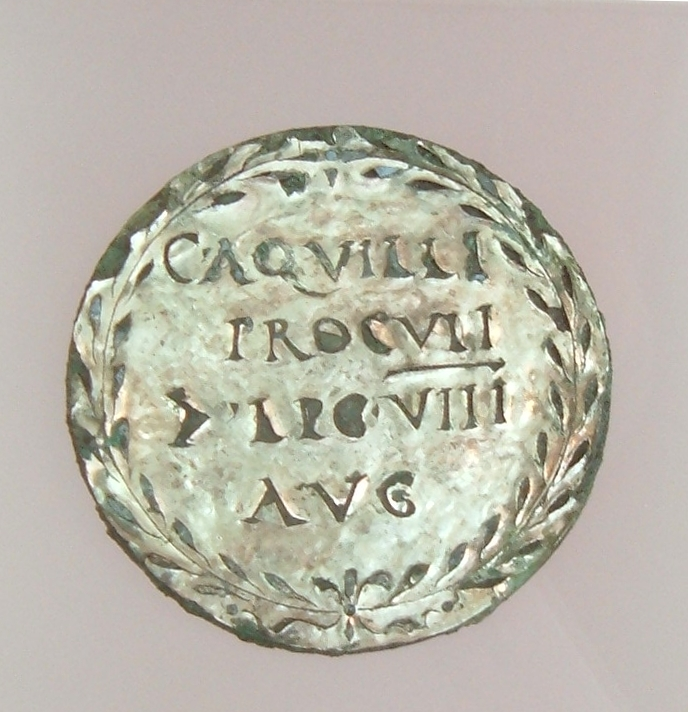
Medaille des Caius Aquilus Proculus, Centurio der Legio VIII Augusta um 70 n. Chr. aus Nijmegen

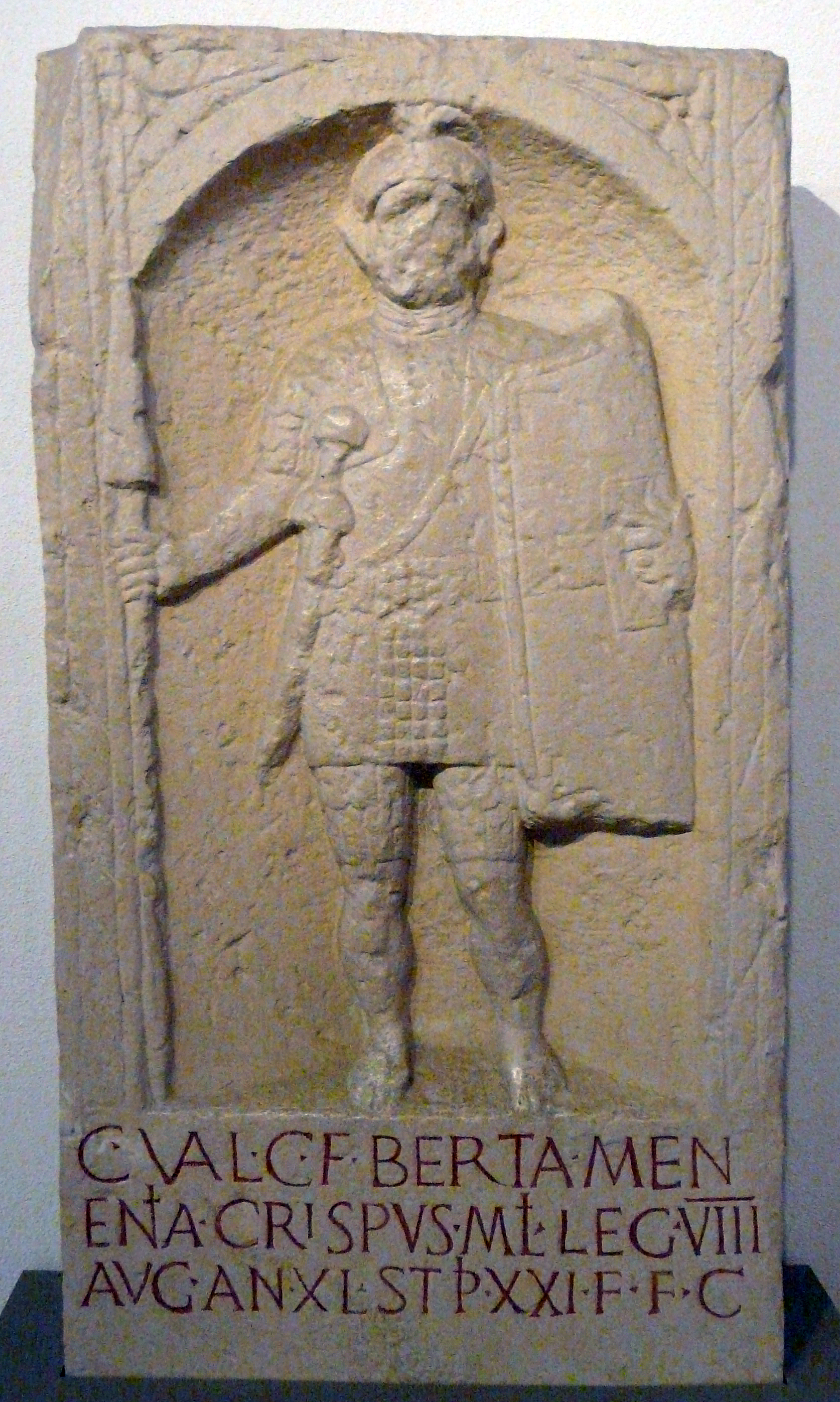
Grabstele des Legionärs Caius Valerius Crispus aus spätflavischer Zeit. Fundort: Aquae Mattiacorum (Wiesbaden)

Nach dem Selbstmord Neros unterstützte die Legion im Vierkaiserjahr 69 zunächst Otho, schloss sich aber nach dessen Tod Vespasian an, auf dessen Seite sie am 24./25. Oktober 69 Vitellius in der Zweiten Schlacht von Bedriacum besiegte. Die Legion wurde im Jahr 70 an den Rhein verlegt und war an der Niederschlagung des Bataveraufstandes durch Quintus Petillius Cerialis beteiligt. Danach war die Legion zunächst in Mirebeau-sur-Bèze bei Dijon (Frankreich) stationiert, bevor sie wohl ab den achtziger Jahren für etwa drei Jahrhunderte nach Argentoratum (Straßburg) verlegt wurde um die Reichsgrenze von Raetia bis zum unteren Neckar zu sichern.
Vexillationen der Legion wurden in flavischer Zeit in den Tuffsteinbrüchen bei Norroy in der Provinz Belgica (Nordostfrankreich) und bei Reinhardsmunster (Elsass) eingesetzt. Unsicher ist, ob die Legio VIII Augusta unter dem Kommando des Statthalters Gnaeus Pinarius Cornelius Clemens um 74 n. Chr. eine Verlängerung der Donausüdstraße von Tuttlingen durch das Kinzigtal nach Straßburg baute. Diese sogenannte „Kinzigtalspange“ verkürzte die Marschroute von Augusta Vindelicum (Augsburg) nach Argentoratum (Straßburg) und weiter nach Mogontiacum (Mainz) im Vergleich zur bisherigen Streckenführung über Basel um 160 km. Zum Schutze dieser neuen, bis dahin kürzesten Streckenführung zwischen den beiden wichtigsten Legionslagern nördlich der Alpen, von Augsburg nach Mainz, wurde wenig später der Obergermanisch-Raetische Limes erbaut.
Vespasian siedelte Veteranen im Jahr 77 in der neugegründeten Colonia Flavia Pacis Deultemsium, nahe dem heutigen Burgas, in Thrakien an um die unruhige Region zu romanisieren. Lucius Antistius Rusticus war von 79 bis 81 Legatus der Legion.
Domitian, dem es an militärischem Ruhm mangelte, zog im Jahr 83 n. Chr. die Legionen I Adiutrix, XIIII Gemina, XXI Rapax, VIII Augusta, XI Claudia und Vexillationen der drei britannischen II Augusta, VIIII Hispana und XX Valeria Victrix in Germania superior zusammen. Domitian zog über den Rhein und begann die sogenannten Chattenkriegen gegen die mächtigen, aber „unruhigen“, Chatten, die im Vorland von Mogontiacum (Mainz) im Taunus und im Gießener Becken lebten. Es ging vermutlich um eine Schwächung der Chatten als letzten größeren Unruheherd in Rheinnähe. Er stieß weit ins Kernland der Chatten, das heutige Hessen, vor. Mit weiteren Feldzügen gelang den Römern im Jahre 85 die Unterwerfung des Gebietes der Wetterau, was ein Bestandteil der Germanienpolitik Domitians (Neuordnung der Grenze) war. In der Folge entstanden die Grenzbefestigungen des Taunus- und Wetteraulimes. Domitian nahm den Siegerbeinamen Germanicus an und bildete aus den Bereichen des ober- und niedergermanischen Heeres mit propagandistischem Aufwand zwei reguläre Provinzen. Nach dem Abschluss des Feldzuges waren acht Vexillationen aus den Legionen Britanniens und Obergermaniens unter C. Velius Rufus, dem Primus Pilus der Legio XII Fulminata, im Gebiet der Lingonen (Nordfrankreich) mit umfangreichen Baumaßnahmen beschäftigt.

### Adoptivkaiser und Antoninische Dynastie
Unter Hadrian (117–138) wurde eine je 1.000 Mann starke Vexillation der Legio VII Gemina, Legio VIII Augusta und der Legio XXII Primigenia zum Bau des Hadrianswalls nach Britannien verlegt. Unter Mark Aurel (161–180) kam eine vexillatio nach Dalmatien, doch blieb Argentoratum das Hauptlager. Die LEG VIII vernichtete unter ihrem Legaten Iuventus Caesianus um 186 n. Chr. im bellum desertorum (Krieg der Fahnenflüchtigen) die Bande des Räubers Maternus, der sich zahlreiche Deserteure angeschlossen hatten. Kaiser Commodus (177–192) verlieh der Legion daraufhin den Ehrentitel Pia Fidelis Constans Commoda (ergeben, treu, standhaft und nützlich). Nach der damnatio memoriae des Commodus verkürzte man den Beinamen auf Pia Fidelis Constans und auch P(ia) F(idelis) oder ließ ihn einfach weg.

### Severische Dynastie

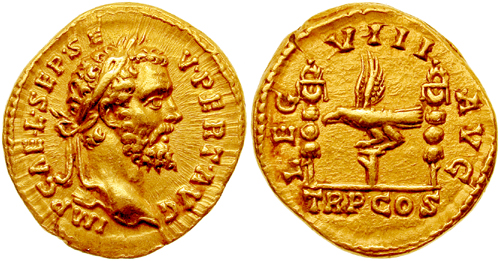
Aureus des Septimius Severus zu Ehren der LEG VIII Augusta: IMP(erator) CAE(sar) L(ucius) SEP(timius) SE-V(erus) PERT(inax) AVG(ustus), LEG(io) VIII AVG(usta), TR(i) P(ia) CO(n)S(tans)

Im Zweiten Vierkaiserjahr 193 schloss sich die Legion Septimius Severus (193–211) an. Dieser setzte sie 195 im Partherkrieg ein. Eine Vexillation kämpfte 196/197 gegen den Usurpator Clodius Albinus, dem sich in Lugdunum (Lyon) die Cohors XIII urbana angeschlossen hatte. Nach 197 blieb eine Vexillation aus Legionären der XXX Ulpia Victrix, I Minervia, VIII Augusta und XXII Primigenia in Lugdunum, der Hauptstadt der drei gallischen Provinzen, stationiert. In den Jahren 197/198 führte Claudius Gallus als Praepositus eine Vexillation der vier germanischen Legionen (I Minervia, VIII Augusta, XXII Primigenia und XXX Ulpia) im zweiten severischen Partherkrieg. Caius Iulius Septimius Castinus, der Legat der Legio I Minervia und späterer Statthalter in Pannonia inferior (208–211) und Dacia (214/215–217), führte als Dux um 207/208 eine Vexillation der vier germanischen Legionen VIII Augusta, XXII Primigenia, I Minervia und XXX Ulpia Victrix gegen Aufrührer und Rebellen in Gallien und Hispanien. 213 unternahm Caracalla (211–217) mit der LEG VIII Augusta, Legio III Italica und Legio XXII Primigenia einen Feldzug gegen die Alamannen. Zunächst errang er einen Sieg am Main, aber die anschließenden Kämpfe verliefen für ihn so ungünstig, dass er sich zu Zahlungen an die Germanen gezwungen sah, um Frieden zu erkaufen. Immerhin gelang es ihm, die Lage an der Grenze zu stabilisieren. Caracalla verlieh der Legion den Beinamen Antoniniana. Als Severus Alexander (222–235) im Jahr 233 die LEG VIII Augusta Severiana bei seinem Feldzug gegen das Sassanidenreich im Zweistromland einsetzte, war die Grenze zum freien Germanien dadurch zu schwach gesichert, sodass die Alamannen bis zum Ende des Jahrhunderts fortlaufend Plünderungszüge bis weit in das Imperium unternahmen. Die Legion trug auch den Beinamen Alexandriana, der jedoch nach Severus Alexanders damnatio memoriae aus den Inschriften getilgt wurde.

### Soldatenkaiser, Reichskrise des 3. Jahrhunderts
Wahrscheinlich war die VIII Augusta an der „Befriedung“ Germaniens durch Maximinus Thrax (235–238) beteiligt. Philippus Arabs (244–249) setzte die VIII Augusta bei seinem Feldzug gegen die Sassaniden ein. Als das Dekumatland zwischen 250 und 260 von den Römern geräumt wurde, blieb die LEG VIII am Rhein. Im Bürgerkrieg zwischen Gallienus (253–268) und Postumus (260–269), scheint die Legion Gallienus unterstützt zu haben und erhielt ehrende Beinamen wie V, VI, VII Pia fidelis (fünf-, sechs-, siebenmal treu und ergeben).

### Weströmisches Reich

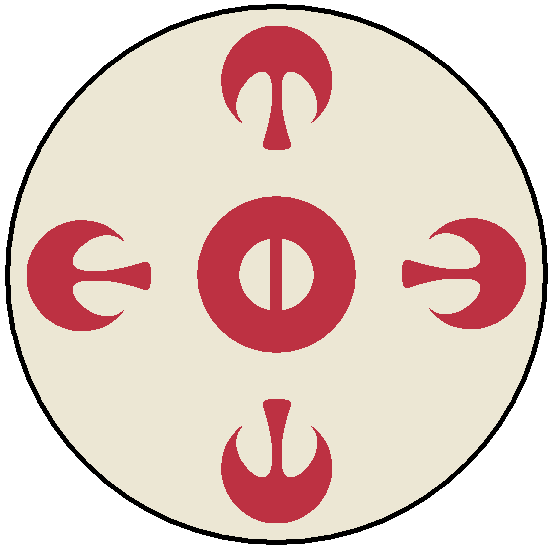
Schildbemalung der Octavani im frühen 5. Jahrhundert

Maximian (286–305) setzte Teile der Legion in Mauretania (Marokko) ein. Im Zuge der Neuordnung der Provinzen durch Diokletian (284–305) wurde die Legion im Jahr 297 als Limitanei (Grenzheer) dem Dux der Germania prima zugeordnet. Spätestens unter Konstantin I. (306–337) wurde eine wohl 1000 Mann zählende Abteilung als Comitatenses (Feldheer) aus der Legion herausgelöst.
Im 4. Jahrhundert waren Teile der LEG VIII und der Legio II Italica im rechtsrheinischen Divitia (Kastell Deutz bei Köln) in Germania secunda stationiert. Das Hauptlager der Octavani (= Legio VIII Augusta Pia Fidelis Constans), verstärkt durch die Legio XII Victrix war immer noch in Argentoratum (Straßburg) in dem seit dem frühen 5. Jahrhundert ein Comes tractus Argentoratensis als Befehlshaber der örtlichen Grenztruppen residierte. Laut einer Inschrift, die 1892 beim Eisenbahnbau ausgegraben wurde, baute die „LEG OCTA AVGVST“ im Jahr 371 bei Etzgen drei Wachttürme, von denen allerdings keine Spuren erhalten geblieben sind. Etwa 400 n. Chr. wurde die Legion vom Regenten des Westens, Stilicho, abgezogen und dem italischen Kommando des Magister peditum unterstellt, um Italien gegen die Westgoten zu schützen. Um 420 sind die Octavani unter dem Magister peditum per Italiam belegt; möglicherweise die alte legio comitatensis LEG VIII Augusta, welche zu einer Legio palatina aufgewertet wurde.